# Juan María Fernández Krohn
Juan María Fernández Krohn (Madrid, España, 24 de julio de 1949) es un ex-sacerdote católico tradicionalista, ex-abogado y, actualmente, periodista que intentó asesinar al papa Juan Pablo II en 1982.

## Primeros años
Juan María Fernández Krohn nació en Madrid en el seno de una familia profundamente religiosa de origen andaluz y con lejanos antecedentes noruegos. Estudió en las Escuelas Pías de San Fernando y se aficionó al deporte, especialmente al atletismo. Con 17 años empezó la carrera de Ciencias Económicas en la Universidad de Madrid, y ya desde el principio militó en el sindicato estudiantil falangista Frente de Estudiantes Sindicalistas. Completó la licenciatura en Ciencias Económicas con buenas calificaciones, y posteriormente obtuvo también la licenciatura en Derecho.
En 1975 entró en contacto con la Hermandad de San Pío X del arzobispo tradicionalista Marcel Lefebvre en Écône (Valais, Suiza). Fue el mismo Lefebvre quien lo ordenó sacerdote en 1978.
Fue excluido retroactivamente en calidad de miembro de la Sociedad después de su intento de asesinato contra el papa y porque proclamó abiertamente que la oposición del arzobispo Marcel Lefebvre al modernismo fue demasiado débil.

## Intento de asesinato de Juan Pablo II
El 12 de mayo de 1982, asaltó al papa Juan Pablo II con una bayoneta en Fátima (Portugal) durante el peregrinaje de éste en agradecimiento por haber salvado la vida un año antes en la Plaza de San Pedro en el atentado de Mehmet Ali Ağca. Fernández Krohn en su atentado no logró herir al Papa. Durante el juicio, dijo que se oponía a las reformas del Concilio Vaticano II y que él creía que el Papa Juan Pablo II había estado ligado a la Unión Soviética e incluso era un agente secreto comunista tratando de corromper el Vaticano.
Recibió una condena de seis años, a pesar de que solo cumplió tres años, y luego fue expulsado de Portugal, después de lo cual se trasladó a Bélgica. Para entonces, había abandonado el sacerdocio.[cita requerida]
En el año 2000 intentó asaltar al rey Alberto II de Bélgica, siendo detenido.[cita requerida] El posterior estudio psiquiátrico determinó que no suponía ningún peligro y fue excarcelado. En un blog califica al papa Francisco de “profeta de calamidades, enemigo jurado de Europa, renegado de sus raíces, debelador y calumniador del pasado español en América”.

## Vida posterior
Desde el año 2000, ha vivido en España y Bélgica.